# Туєндат (Первомайський район)
Туєнда́т (рос. Туендат) — присілок у складі Первомайського району Томської області, Росія. Входить до складу Новомаріїнського сільського поселення.

## Населення
Населення — 449 осіб (2010; 430 у 2002).
Національний склад (станом на 2002 рік):
- росіяни — 99 %